# کوروش نریمانی
کوروش نریمانی (۲ بهمن ۱۳۴۸، نورآباد) نویسنده و بازیگر و کارگردان سینما و تلویزیون ایران است.

## آثار

### نویسندگی سینما و تلویزیون
می‌توان به فعالیت در مجموعه‌های پایتخت۲،  پادری و  خانه اجاره‌ای اشاره کرد. نویسندگی مجموعه‌های «مجتمع مسکونی فرج و فرخ» ساختهٔ اصغر فرهادی، «باجناغ‌ها» با کارگردانی فرهاد آییش، «زندگی به شرط خنده» به کارگردانی مهدی مظلومی.

### نویسندگی
«دن کامیلو»،«شب‌های آوینیون»، فیلم تئاتر شیش و هشت

### بازیگری
فیلم آرزوهای زمین (۱۳۸۰)
و فیلم تنها با زمین (۱۳۷۸)
چریکه بهرام (۱۳۹۷)
کویر" (رضا حامدی خواه) تهران، کانون نمایش دانشکده سینما تئاتر؛ ۱۳۷۲‏
‏"هتل" (مرضیه برومند) شبکهٔ ۵ سیما (۱۳۷۸‏)
‏"یادگار سالهای شن" (دکترعلی رفیعی) تهران، تالار وحدت (۱۳۷۱‏)

### تئاتر
او با نگارش و اجرای نمایش‌هایی چون «شب های آوینیون»، «والس مرده‌شوران»، «شوایک»، «جن‌گیر»، بازی در نمایش‌هایی مانند «شکارگاه ممنوع» (نادر برهانی‌مرند)، «یادگار سال‌های شن» (علی رفیعی)، «تئاتر بی‌حیوان» (مهدی مکاری)، و کارگردانی نمایش‌هایی همچون «هتل پلازا» دیده می‌شود.

## پیشینه
کوروش نریمانی کار حرفه‌ای خود را، از تلویزیون آغاز کرد و سال ۱۳۷۷ در مجموعهٔ مجتمع مسکونی فرخ و فرج به کارگردانی اصغر فرهادی به عنوان نویسنده فعالیت داشته است. در سال ۱۳۹۰ در مجموعهٔ «خانهٔ اجاره‌ای» به کارگردانی شاهد احمدلو و رامین ناصرنصیر به عنوان سرپرست نویسندگان همکاری داشته است. گرچه موفقیت این اثر نسبت به آثار شاخص بعدی‌اش مانند مجموعهٔ پایتخت ۲، بیشتر نبود اما تجربهٔ خوبی برای کوروش نریمانی محسوب می‌شد و همکاری با هنرمندانی همچون رضا ثاقب‌رای، مهران غفوریان، شهین تسلیمی و امیر کاظمی را تجربه کرد.
کوروش نریمانی در سال ۱۳۹۲ دورهٔ پرتلاشی را در عرصهٔ سینما و تلویزیون گذراند و حضور در عرصهٔ تولید مجموعهٔ پایتخت ۲ به کارگردانی سیروس مقدم، مهمترین اثر وی محسوب می‌شود. کوروش نریمانی در این مجموعه با همکاری در کنار بازیگران باتجربه‌ای نظیر محسن تنابنده، ریما رامین‌فر، علیرضا خمسه و احمد مهران‌فر به عنوان نویسنده فعالیت داشته است.
کوروش نریمانی افزون بر مجموعهٔ پایتخت ۲، سال ۱۳۹۵ در مجموعهٔ پادری نیز فعالیت داشته است. کوروش نریمانی این‌بار با محمدحسین لطیفی یعنی کارگردان مجموعهٔ پادری و هنرمندانی چون جمشید مشایخی، هومن برق‌نورد، سیما تیرانداز و نگار عابدی همکاری داشت.

## جوایز
- دریافت جایزهٔ نفر اول بازیگری «تراژدی علم» از جشنوارهٔ استانی تئاتر لرستان؛ ۱۳۶۵‏
- دریافت جایزهٔ نفر اول فیلمنامه‌نویسی «عباس خوان» از جشنوارهٔ فیلم وحدت تبریز؛ ۱۳۷۱‏
- دریافت بهترین نمایش به مفهوم مطلق «شبهای آوینیون» هجدهمین جشنوارهٔ بین‌المللی تئاتر فجر؛ ۱۳۷۸‏
- دریافت جایزه نفر دوم نمایشنامه نویسی «شبهای آوینیون» هجدهمین جشنواره بین‌المللی تئاتر فجر؛ ۱۳۷۸‏
- دریافت جایزه نفر دوم کارگردانی «شبهای آوینیون» هجدهمین جشنواره بین‌المللی تئاتر فجر؛ ۱۳۷۸‏
- دریافت نخستین دوره آثار برتر ادبیات نمایشی ایران «شبهای آوینیون» تهران، خانه تئاتر؛ ۱۳۸۴‏
- دریافت برترین نمایشنامه نویس سال «دن کامیلو» از کانون ملی منتقدان تئاتر؛ ۱۳۸۵‏
- دریافت بهترین کارگردانی از انجمن منتقدان و نویسندگان خانهٔ تئاتر؛ ۱۳۸۵‏
- دریافت کارگردان برگزیده سال از کانون کارگردانان خانهٔ تئاتر؛ ۱۳۸۵‏
- دریافت دومین دورهٔ آثار برتر ادبیات نمایشی ایران «والس مرده شوران»؛ ۱۳۸۷‏
- دریافت نمایش برگزیده «نوار ریشه در…» سراسری دانش آموزی کشور، رامسر؛ ۱۳۶۵
- دریافت ویژه «آرزوهای زمین» هیئت داوران فستیوال فیلم مسکو ۲۰۰۲ ‏ ‏ * دریافت اول بازیگری «تراژدی علم» لرستان؛ ۱۳۶۵ ‏ ‏ دریافت اول بازیگری «تراژدی علم» لرستان؛ ۱۳۶۵
- تقدیر ویژه به خاطر نویسندگی نمایش دن کاملیو / جشنواره تئاتر منطقه یک کشور در آبان ۱۳۹۱[۷]

## فعالیت‌ها

### مدرس دانشگاه[۸]
- تدریس در دانشگاه آزاد اسلامی اراک؛ ۱۳۸۳‏
- تدریس در دانشگاه آزاد اسلامی واحد مرکز، تهران، دانشکده هنر و معماری؛ ۱۳۸۴‏
- تدریس در دانشکده سوره، تهران؛ ۱۳۸۶ ‏
- تدریس در دانشگاه آزاد اسلامی واحد مرکز، تهران، دانشکده هنر و معماری؛ ۱۳۸۷ ‏
- تدریس در دانشکده سینما و تئاتر دانشگاه هنر، تهران؛ ۱۳۸۸–۱۳۸۷ ‏

### داوری
- داوری جشنواره استانی مازندران [۹]

داوری جشنواره استانی گلستان پانزدهمین دوره ‏، داوری جشنواره استانی گیلان بیست ویکمین دوره ‏، داوری جشنواره استانی زنجان بیستمین دوره ‏، داوری جشنواره استانی خوزستان بیستمین دوره ‏، داوری جشنواره استانی همدان هفدهمین دوره ‏، داوری جشنواره منطقه ای استان کرمان‏، داوری جشنواره منطقه ای پانزدهمین جشنواره سراسری تئاتر منطقه ای کشور؛ ۱۳۸۲ـ بجنورد‏، داوری جشنواره دانشگاهی تهران؛ ۱۳۸۳‏
، داوری دهمین جشنوارهٔ بین‌المللی تئاتر دانشگاهی ایران بخش نمایشنامه خوانی تهران؛ ۱۳۸۶‏، داوری یازدهمین جشنوارهٔ بین‌المللی تئاتر دانشگاهی ایران مسابقه نمایشنامه نویسی جایزه اکبر رادی، تهران؛ ‏۱۳۸۷‏، داوری دوازدهمین جشنوارهٔ بین‌المللی تئاتر دانشگاهی ایران تبریز؛ ۱۳۸۷‏، داوری سومین دوره آثار برتر ادبیات نمایشی ایران خانه تئاتر؛ ۱۳۸۸‏* برگزاری کارگاه نمایشنامه نویسی، بازیگری و کارگردانی کرمانشاه؛ ۱۳۸۶‏، برگزاری کارگاه بازیگری و کارگردانی بندر دیر؛ ۱۳۸۶‏، برگزاری کارگاه بازیگری و کارگردانی لرستان دلفان؛ ۱۳۸۷‏، برگزاری کارگاه بازیگری و کارگردانی لرستان؛ ۱۳۸۸‏ ‏